# Димитър Кочевски
Димитър Кочевски – Мичо (на македонска литературна норма: Димитар Кочевски - Мичо) е художник от Северна Македония.

## Биография
Димитър Кочевски е роден в 1943 година в Гърция, в село Света Петка, Леринско, на гръцки Агия Параскеви. По време на Гражданската война в Гърция е изведен от страната в групата на така наречените деца бежанци. Завършва средно художествено училище в Скопие и Академия за приложно изкуство в Белград в 1968 година при проф. Александър Томашевич. След завършването се занимава с графика и графичен дизайн, живопис, скица, илюстрация и плакат. Работи като графичен дизайнер. Член е на Дружеството на художниците на Македония от 1970 година. В 1974 година участва във формирането на Дружеството на художниците на Битоля.